# Alcanar
Alcanar – miasto w Hiszpanii, w Katalonii. W 2013 liczyło 10 389 mieszkańców.
11 lipca 1978 roku, na kempingu Los Alfaques w Alcanar, miała miejsce eksplozja, w wyniku której zginęło 217 osób. 16 i 17 sierpnia 2017 roku doszło do dwóch eksplozji w miejscowości Alcanar. W nocy 16 sierpnia doszło do pierwszej eksplozji która spowodowała śmierć 2 osób, a 7 zostało rannych. Do drugiego wybuchu doszło 17 sierpnia, podczas oczyszczania gruzowiska.